# Mohokare
Mohokare – gmina w Republice Południowej Afryki, w prowincji Wolne Państwo, w dystrykcie Xhariep. Siedzibą administracyjną gminy jest Zastron.